# Guido Saibene
Guido Saibene (Milano, 22 maggio 1960) è un allenatore di pallacanestro italiano.

## Carriera
Guido Saibene debutta come capo allenatore nella massima serie del campionato nel dicembre 2000 sostituendo Valerio Bianchini alla guida tecnica dell'Olimpia Milano. Guida la squadra fino al termine della stagione venendo confermato anche per la stagione successiva.
Il campionato 2001-2002 inizia  con una vittoria a cui seguono però quattro sconfitte consecutive che convincono la dirigenza milanese a sostituirlo alla guida tecnica con il suo vice Filippo Faina